# Liriomyza mediterranea
Liriomyza mediterranea este o specie de muște din genul Liriomyza, familia Agromyzidae, descrisă de Friedrich Georg Hendel în anul 1931.
Este endemică în Croatia. Conform Catalogue of Life specia Liriomyza mediterranea nu are subspecii cunoscute.